# 1953 w muzyce
Wydarzenia muzyczne w 1953 roku.

## Wydarzenia
- 12 stycznia – Dean Martin wydaje pierwszy studyjny album pod tytułem Dean Martin Sings

## Urodzili się
- 5 stycznia – Paul Wertico, amerykański perkusista jazzowy
- 6 stycznia
  - Tomislav Ivčić, chorwacki piosenkarz, twórca tekstów, polityk (zm. 1993)
  - Malcolm Young, australijski gitarzysta pochodzenia szkockiego, członek i założyciel zespołu AC/DC (zm. 2017)
- 7 stycznia – Rodger Fox, nowozelandzki trębacz jazzowy, edukator (zm. 2024)
- 10 stycznia
  - Pat Benatar, amerykańska wokalistka rockowa
  - Mike Stern, amerykański gitarzysta jazzowy
- 11 stycznia – Maciej Negrey, polski kompozytor i muzykolog
- 12 stycznia – Tatiana Szebanowa, rosyjska pianistka i pedagog, laureatka II nagrody X Międzynarodowego Konkursu Pianistycznego im. Fryderyka Chopina w Warszawie (1980) (zm. 2011)
- 14 stycznia
  - Jana Kratochvílová, czeska piosenkarka, kompozytorka i autorka tekstów
  - Victor Socaciu, rumuński piosenkarz i kompozytor (zm. 2021)
- 17 stycznia – Carlos Johnson, amerykański gitarzysta i wokalista bluesowy
- 20 stycznia – Robin McAuley, irlandzki wokalista rockowy
- 22 stycznia
  - Myung-Whun Chung, amerykański dyrygent i pianista pochodzenia koreańskiego
  - Jan Stanienda, polski skrzypek i kameralista (zm. 2021)
- 23 stycznia
  - John Luther Adams, amerykański kompozytor muzyki poważnej, perkusista
  - Teresa Głąbówna, polska skrzypaczka, profesor zwyczajny Akademii Muzycznej w Krakowie (zm. 2016)
- 24 stycznia – Jurij Baszmiet, rosyjski altowiolista, Ludowy Artysta ZSRR
- 26 stycznia – Lucinda Williams, amerykańska piosenkarka i autorka tekstów, grająca w stylu rock, folk, blues i country
- 29 stycznia – Teresa Teng, tajwańska piosenkarka, gwiazda chińskiego popu (zm. 1995)
- 4 lutego – Kitarō, japoński muzyk, kompozytor, multiinstrumentalista, twórca muzyki filmowej
- 5 lutego
  - Freddie Aguilar, filipiński piosenkarz i kompozytor (zm. 2025)
  - Valerie Carter, amerykańska piosenkarka (zm. 2017)
  - Gerhard Oppitz, niemiecki pianista
- 7 lutego – Francesco Salvi, włoski aktor, piosenkarz, artysta kabaretowy, architekt, pisarz i tłumacz
- 13 lutego – Rico J. Puno, filipiński piosenkarz soul, komik, aktor (zm. 2018)
- 15 lutego – John Goodsall, brytyjski gitarzysta, członek zespołów Atomic Rooster i Brand X (zm. 2021)
- 16 lutego – John Bradbury, angielski perkusista, muzyk zespołu The Specials (zm. 2015)
- 20 lutego – Riccardo Chailly, włoski dyrygent
- 21 lutego – Christine Ebersole, amerykańska aktorka i wokalistka
- 25 lutego – Reggie Lucas, amerykański muzyk, autor piosenek i producent muzyczny (zm. 2018)
- 26 lutego
  - Michael Bolton, amerykański wokalista, kompozytor i autor tekstów, aktor
  - Christiana Lavida, grecka piosenkarka (zm. 2021)
- 28 lutego
  - Marcin Błażewicz, polski kompozytor, pedagog muzyczny (zm. 2021)
  - Osmo Vänskä, fiński dyrygent, klarnecista i kompozytor
- 3 marca – Robyn Hitchcock, brytyjski piosenkarz i gitarzysta, muzyk gatunku rocka alternatywnego
- 4 marca – Rose Laurens, francuska piosenkarka (zm. 2018)
- 12 marca – Wojciech Borkowski, polski pianista, kompozytor i aranżer
- 15 marca – Danuta Błażejczyk, polska piosenkarka
- 16 marca
  - Claus Peter Flor, niemiecki dyrygent
  - Paul Plimley, kanadyjski pianista i wibrafonista jazzowy (zm. 2022)
- 19 marca
  - Oddie Agam, właśc. Oddie Agam Luntungan, indonezyjski muzyk, wokalista i twórca piosenek (zm. 2021)
  - Billy Sheehan, amerykański muzyk i instrumentalista, wirtuoz gitary basowej
  - Ricky Wilson, amerykański gitarzysta, członek grupy rockowej The B-52’s (zm. 1985)
- 23 marca
  - Bobby Irwin, angielski perkusista i producent muzyczny (zm. 2015)
  - Chaka Khan, amerykańska piosenkarka
- 31 marca – Dennis Kamakahi, hawajski gitarzysta i kompozytor (zm. 2014)
- 1 kwietnia – Jerzy Różycki, polski piosenkarz i gitarzysta
- 4 kwietnia – Susan Alcorn, amerykańska kompozytorka grająca na elektrycznej gitarze hawajskiej (zm. 2025)
- 5 kwietnia – Grace Simon, indonezyjska piosenkarka i aktorka filmowa
- 6 kwietnia – Celso Piña, meksykański piosenkarz, kompozytor, aranżer i akordeonista (zm. 2019)
- 7 kwietnia – Paweł Buczyński, polski kompozytor i pedagog (zm. 2015)
- 10 kwietnia – Sarah Leonard, angielska śpiewaczka (sopran) (zm. 2024)
- 11 kwietnia – Wiaczesław Gorski, rosyjski pianista jazzowy (zm. 2021)
- 16 kwietnia – Geoffrey Oryema, ugandyjski muzyk (zm. 2018)
- 17 kwietnia – Linda Martin, irlandzka piosenkarka i prezenterka telewizyjna, zwyciężczyni 37. Konkursu Piosenki Eurowizji (1992)
- 20 kwietnia – James Chance, amerykański saksofonista nurtu no wave, klawiszowiec i wokalista (zm. 2024)
- 21 kwietnia – Wojciech Waglewski, polski gitarzysta, kompozytor, aranżer i producent muzyczny
- 23 kwietnia – Jerzy Filar, polski kompozytor, wykonawca piosenki poetyckiej, autor tekstów, animator kultury
- 24 kwietnia – Bino, właśc. Benedetto Arico, włoski piosenkarz (zm. 2010)
- 28 kwietnia – Kim Gordon, amerykańska basistka i wokalistka rockowego zespołu Sonic Youth
- 29 kwietnia – Jan A.P. Kaczmarek, polski kompozytor muzyki filmowej, laureat Oskara za muzykę do filmu Marzyciel (zm. 2024)
- 2 maja
  - Walerij Giergijew, rosyjski dyrygent
  - Lech Janerka, polski muzyk rockowy, kompozytor, basista i autor tekstów
- 3 maja – Jake Hooker, amerykański gitarzysta rockowy (zm. 2014)
- 4 maja – Oleta Adams, amerykańska wokalistka jazzowa i soulowa
- 7 maja – Müslüm Gürses, turecki piosenkarz i aktor (zm. 2013)
- 8 maja – Alex Van Halen, amerykański perkusista holenderskiego pochodzenia; znany przede wszystkim jako muzyk grupy Van Halen, którą założył wspólnie z bratem Eddiem
- 9 maja – John Edwards, brytyjski gitarzysta basowy, muzyk grupy Status Quo
- 10 maja – Andrzej Nowicki, polski gitarzysta basowy (zm. 2000)
- 11 maja – Đorđe Balašević, serbski pieśniarz, poeta i autor tekstów (zm. 2021)
- 12 maja – Donald Kinsey, amerykański gitarzysta i wokalista z gatunku bluesa i reggae (zm. 2024)
- 14 maja – Wim Mertens, belgijski kompozytor, pianista, gitarzysta, śpiewak (kontratenor) oraz muzykolog
- 15 maja – Mike Oldfield, brytyjski muzyk multiinstrumentalny
- 17 maja – Marek Biliński, polski multiinstrumentalista i kompozytor muzyki elektronicznej
- 19 maja – Victoria Wood, angielska aktorka komediowa, piosenkarka i autorka piosenek, scenarzysta i reżyser (zm. 2016)
- 21 maja – Nora Aunor, właśc. Nora Cabaltera Villamayor, filipińska piosenkarka i aktorka (zm. 2025)
- 27 maja – Krzysztof Olesiński, polski basista rockowy, w latach 1979–1980 i 1992–2003 członek zespołu Maanam (zm. 2023)
- 28 maja – Bogdan Kowalewski, polski gitarzysta basowy
- 29 maja – Danny Elfman, amerykański muzyk, twórca muzyki filmowej
- 31 maja – Stanisław Wawrykiewicz, polski muzyk i pieśniarz (zm. 2018)
- 1 czerwca – Ryszard Handke, polski dyrygent, profesor sztuk muzycznych
- 3 czerwca – Loalwa Braz, brazylijska piosenkarka, kompozytorka i autorka tekstów (zm. 2017)
- 4 czerwca
  - Teresa Kurpias-Grabowska, polska reżyserka i scenarzystka, założycielka i wieloletni dyrektor artystyczny Teatru Muzycznego Tintilo (zm. 2020)
  - Paul Samson, brytyjski gitarzysta, lider zespołu Samson (zm. 2002)
- 7 czerwca
  - Johnny Clegg, południowoafrykański muzyk i tancerz (zm. 2019)
  - Jaromír Nohavica, czeski pieśniarz, kompozytor i poeta
- 13 czerwca – Geir Johnson, norweski kompozytor muzyki klasycznej (zm. 2021)
- 14 czerwca – David Thomas, amerykański muzyk, wokalista i autor tekstów; frontman zespołu Pere Ubu (zm. 2025)
- 18 czerwca – Jerome Smith, gitarzysta KC and the Sunshine Band (zm. 2000)
- 20 czerwca – Dušan Rapoš, słowacki reżyser, scenarzysta i kompozytor
- 22 czerwca – Cyndi Lauper, amerykańska wokalistka, kompozytorka, producentka i aktorka
- 29 czerwca – Colin Hay, australijski muzyk pochodzenia szkockiego, wokalista i założyciel zespołu Men at Work
- 30 czerwca
  - Piotr Kusiewicz, polski śpiewak operowy (tenor), pianista i nauczyciel akademicki
  - Hal Lindes, amerykański gitarzysta
- 6 lipca – Nanci Griffith, amerykańska piosenkarka, gitarzystka i autorka piosenek (zm. 2021)
- 7 lipca – Akiko Ebi, japońska pianistka
- 8 lipca – Roma Buharowska, polska piosenkarka, aktorka
- 11 lipca
  - Nicholas Folwell, brytyjski śpiewak operowy (baryton) (zm. 2024)
  - Bramwell Tovey, brytyjski dyrygent i kompozytor (zm. 2022)
- 19 lipca – Silvio Pozzoli, włoski piosenkarz italo disco
- 22 lipca – Brian Howe, angielski piosenkarz rockowy i kompozytor, członek zespołu Bad Company (zm. 2020)
- 27 lipca – Eibhlis Farrell, irlandzka kompozytorka i pedagog
- 29 lipca – Geddy Lee, właśc. Gary Lee Weinrib, kanadyjski wokalista i basista rockowy
- 31 lipca – Hugh McDowell, angielski wiolonczelista, muzyk Electric Light Orchestra (zm. 2018)
- 1 sierpnia – Robert Cray, amerykański wokalista i gitarzysta
- 3 sierpnia – Ian Bairnson, szkocki muzyk sesyjny, multiinstrumentalista; gitarzysta na wczesnych płytach Kate Bush (zm. 2023)
- 4 sierpnia – Andrzej Jagodziński, polski pianista jazzowy
- 7 sierpnia – Andrzej Pawlukiewicz, polski pianista i kompozytor
- 13 sierpnia – Ron, właśc. Rosalino Cellamare, włoski piosenkarz, kompozytor i aktor
- 14 sierpnia – James Horner, amerykański kompozytor muzyki filmowej (zm. 2015)
- 15 sierpnia – Brendan Croker, angielski gitarzysta, piosenkarz i autor piosenek (zm. 2023)
- 18 sierpnia – Maciej Januszko, polski wokalista, basista i gitarzysta
- 22 sierpnia – Evelyn Thomas, amerykańska piosenkarka disco (zm. 2024)
- 26 sierpnia – Dom Famularo, amerykański perkusista i pedagog muzyczny (zm. 2023)
- 27 sierpnia – Alex Lifeson, kanadyjski muzyk rockowy urodzony w Jugosławii, wirtuoz gitary, członek grupy Rush
- 28 sierpnia – Tõnu Kaljuste, estoński dyrygent chóralny
- 30 sierpnia – Rudi Schuberth, polski piosenkarz, autor tekstów, kompozytor, satyryk i aktor
- 1 września
  - Andres Mustonen, estoński dyrygent i skrzypek
  - Witold Paszt, polski muzyk i wokalista zespołu Vox (zm. 2022)
  - Jurij Szewczenko, ukraiński kompozytor (zm. 2022)
- 2 września – John Zorn, amerykański kompozytor, saksofonista i multiinstrumentalista
- 8 września – Akira Nishimura, japoński kompozytor (zm. 2023)
- 11 września – Renée Geyer, australijska wokalistka jazzowa i soulowa (zm. 2023)
- 12 września – Jan Pluta, polski muzyk, perkusista grupy Kombi (zm. 2013)
- 13 września – Waldemar Chyliński, polski poeta, autor tekstów piosenek, bard
- 20 września
  - Ricci Martin, amerykański aktor i piosenkarz, syn Deana Martina (zm. 2016)
  - Andrzej Niemierowicz, polski śpiewak operowy (baryton), organista, pedagog (zm. 2022)
- 21 września
  - Wojciech Gogolewski, polski pianista, kompozytor, aranżer, saksofonista
  - Krzysztof Węgrzyn, polski skrzypek i pedagog
- 23 września – Grzegorz Markowski, polski piosenkarz
- 25 września – Liuwe Tamminga, holenderski organista i klawesynista (zm. 2021)
- 27 września
  - Greg Ham, australijski muzyk, kompozytor i aktor, członek zespołu Men at Work (zm. 2012)
  - Robbie Shakespeare, jamajski gitarzysta basowy i producent muzyczny (zm. 2021)
- 4 października – Andreas Vollenweider, szwajcarski muzyk, kompozytor i multiinstrumentalista
- 6 października – Jerzy Owsiak, polski dziennikarz radiowy i telewizyjny; założyciel i prezes zarządu Fundacji Wielkiej Orkiestry Świątecznej Pomocy, twórca jednej z największych cyklicznych imprez muzycznych Przystanku Woodstock
- 9 października
  - Lidia Zielińska, polska kompozytorka, skrzypaczka i wykładowca
  - Stanisław Zybowski, polski gitarzysta i kompozytor (zm. 2001)
- 10 października – Midge Ure, brytyjski wokalista, gitarzysta, autor tekstów, producent muzyczny i reżyser, muzyk grupy Ultravox
- 15 października – Tito Jackson, amerykański piosenkarz, gitarzysta, członek The Jackson 5; brat Michaela Jacksona i Janet Jackson (zm. 2024)
- 20 października – Phil Kennemore, amerykański muzyk heavymetalowy, basista i wokalista (zm. 2011)
- 23 października – Marek Chołoniewski, polski kompozytor
- 26 października
  - Grażyna Bożek-Wota, polska pianistka i pedagog
  - Krzesimir Dębski, polski kompozytor
  - Aurlus Mabélé, kongijski piosenkarz i kompozytor, zwany królem gatunku soukous (zm. 2020)
- 31 października – Andrzej Kaźmierczak, polski gitarzysta, członek zespołów Cytrus i Korba (zm. 2023)
- 1 listopada – Radim Pařízek, czeski muzyk heavymetalowy (zm. 2021)
- 3 listopada – Claire van Kampen, angielska reżyserka, kompozytorka i dramatopisarka (zm. 2025)
- 4 listopada – Ryszard Adamus, polski producent muzyczny i działacz piłkarski (zm. 2020)
- 8 listopada – Denyse Plummer, trynidadzka piosenkarka (zm. 2023)
- 9 listopada – Merima Njegomir, serbska piosenkarka (zm. 2021)
- 11 listopada – Andy Partridge, brytyjski gitarzysta, wokalista, autor tekstów, lider zespołu popowego XTC
- 17 listopada – John Hampton, amerykański producent i inżynier dźwięku (zm. 2014)
- 18 listopada – Alan Murphy, brytyjski gitarzysta sesyjny (zm. 1989)
- 20 listopada – Halid Bešlić, bośniacki piosenkarz
- 21 listopada – Jan „Kyks” Skrzek, polski muzyk i kompozytor bluesowy, gra na harmonijce ustnej (zm. 2015)
- 22 listopada – John Jennings, amerykański muzyk country (zm. 2015)
- 23 listopada
  - Francis Cabrel, francuski piosenkarz, gitarzysta i kompozytor
  - Gérard Hourbette, francuski kompozytor (zm. 2018)
- 27 listopada
  - Edyta Geppert, polska piosenkarka
  - Lyle Mays, amerykański pianista i kompozytor jazzowy (zm. 2020)
  - Ryszard Sygitowicz, polski gitarzysta, kompozytor i aranżer
- 30 listopada – June Pointer, amerykańska wokalistka śpiewająca w zespole The Pointer Sisters (zm. 2006)
- 4 grudnia
  - Barbara Górzyńska, polska skrzypaczka i pedagog muzyczny
  - János Solti, węgierski perkusista, kompozytor i pedagog, muzyk zespołu Locomotiv GT
- 6 grudnia – Henryk Wierzchoń, polski dyrygent, wieloletni kierownik chóru Opery Nova, profesor Akademii Muzycznej w Bydgoszczy
- 8 grudnia – Colin Gibb, brytyjski wokalista, muzyk zespołu Black Lace (zm. 2024)
- 13 grudnia – Thomas Kurzhals, niemiecki klawiszowiec, kompozytor i muzyk rockowy (zm. 2014)
- 14 grudnia
  - René Eespere, estoński kompozytor i pedagog
  - Pat Torpey, amerykański perkusista, członek grupy Mr. Big (zm. 2018)
- 15 grudnia – Hossam Ramzy, egipski perkusjonista i kompozytor (zm. 2019)
- 17 grudnia – Ikue Mori, japońska perkusistka, kompozytorka, improwizatorka
- 19 grudnia – Sanford Sylvan, amerykański śpiewak operowy (baryton) (zm. 2019)
- 21 grudnia
  - András Schiff, brytyjski pianista węgierskiego pochodzenia
  - Betty Wright, amerykańska piosenkarka soulowa (zm. 2020)
- 28 grudnia – Richard Clayderman, francuski pianista
- 29 grudnia
  - Gali Atari, izraelska piosenkarka i aktorka, zwyciężczyni Konkursu Piosenki Eurowizji 1979
  - Jimmy Copley, angielski perkusista rockowy (zm. 2017)
- 30 grudnia – Graham Vick, angielski reżyser operowy (zm. 2021)
- 31 grudnia – Michael Hedges, amerykański gitarzysta akustyczny i autor tekstów (zm. 1997)

Data dzienna nieznana
- Janusz Kopczyński, polski oboista i pedagog (zm. 2021)

## Zmarli
- 1 stycznia
  - Ludomir Różycki, polski kompozytor (ur. 1883)
  - Hank Williams, amerykański muzyk country i autor tekstów (ur. 1923)
- 6 stycznia – Arij Pazowski, radziecki dyrygent (ur. 1887)
- 10 lutego – Maria Labia, włoska śpiewaczka operowa (sopran) (ur. 1880)
- 5 marca – Siergiej Prokofjew, rosyjski kompozytor (ur. 1891)
- 17 marca – Conrado del Campo, hiszpański kompozytor, dyrygent, altowiolista, pedagog i krytyk muzyczny (ur. 1879)
- 5 kwietnia – Jerzy Boczkowski, polski kompozytor, dyrektor teatralny, dziennikarz, prezes ZAiKS w latach 1936–1947 (ur. 1882)
- 11 maja – Walter Jankuhn, niemiecki aktor i śpiewak operetkowy (tenor) (ur. 1888)
- 16 maja – Django Reinhardt, belgijski gitarzysta i kompozytor jazzowy pochodzenia cygańskiego (ur. 1910)
- 10 czerwca – Grzegorz Fitelberg, polski dyrygent i kompozytor (ur. 1879)
- 17 czerwca – Walter Niemann, niemiecki kompozytor i muzykolog (ur. 1876)
- 5 lipca – Titta Ruffo, włoski śpiewak operowy (baryton) (ur. 1877)
- 12 lipca – Joseph Jongen, belgijski kompozytor, organista i pedagog, (ur. 1873)
- 26 sierpnia – Heikki Klemetti, fiński kompozytor i dyrygent (ur. 1876)
- 1 września – Jacques Thibaud, francuski skrzypek (ur. 1880)
- 7 września – Fritz Heitmann, niemiecki organista (ur. 1891)
- 21 września – Roger Quilter, angielski kompozytor (ur. 1877)
- 27 września – Wiktor Oranski, rosyjski kompozytor, autor baletów, oper, operetek, muzyki filmowej i teatralnej (ur. 1899)
- 3 października – Arnold Bax, angielski kompozytor (ur. 1883)
- 8 października – Kathleen Ferrier, brytyjska śpiewaczka operowa (kontralt) (ur. 1912)
- 27 października
  - Zdzisław Jachimecki, polski historyk muzyki, kompozytor, profesor (ur. 1882)
  - Eduard Künneke, niemiecki kompozytor operetek, oper i muzyki teatralnej (ur. 1885)
- 30 października – Imre Kálmán, węgierski kompozytor operetkowy (ur. 1882)
- 9 grudnia – Isaj Dobrowen, norweski kompozytor pochodzenia żydowsko-rosyjskiego, dyrygent i pianista (ur. 1891)
- 10 grudnia – Lucyna Messal, polska aktorka, śpiewaczka i tancerka operetkowa, primadonna Operetki Warszawskiej (ur. 1886)
- 11 grudnia – Albert Coates, angielski dyrygent i kompozytor (ur. 1882)
- 27 grudnia – Józef Turczyński, polski pianista (ur. 1884)

Data dzienna nieznana
- Józef Furmanik, polski organista i kompozytor muzyki sakralnej (ur. 1867)

## Albumy
- polskie
- zagraniczne
  - Broadway’s Best – Jo Stafford
  - By the Light of the Silvery Moon – Doris Day
  - Le Bing: Song Hits of Paris – Bing Crosby
  - Dean Martin Sings – Dean Martin
  - Hits from Broadway Shows – Perry Como
  - Around the Christmas Tree – Perry Como
  - Dinah Shore Sings the Blues – Dinah Shore
  - Georgia Gibbs Sings Oldies – Georgia Gibbs
  - Kay Starr Style – Kay Starr
  - May I Sing To You – Eddie Fisher
  - Portrait of New Orleans – Jo Stafford and Frankie Laine
  - Requested By You – Frank Sinatra
  - Sinatra Sings His Greatest Hits – Frank Sinatra
  - Songs of Open Spaces – Guy Mitchell
  - Starring Jo Stafford – Jo Stafford
  - Gary Crosby and Friend (EP) – Gary Crosby i Bing Crosby
  - Bing Crosby and The Andrews Sisters (EP) – Bing Crosby i The Andrews Sisters
  - Bing Crosby Sings Song Hits from The King and I (EP) – Bing Crosby

## Muzyka poważna
- Powstaje Scherzo Ricercato Lukasa Fossa